# S-300PM
L'S-300PM (in cirillico: С-300ПM, nome in codice NATO: SA-10 Grumble) è un sistema missilistico di difesa aerea di origine russa, sviluppato negli anni '80 dalla NPO Almaz a partire dai sistemi S-300PS ed entrato in servizio presso le forze armate sovietiche nel 1989.
Progettato per neutralizzare bersagli quali velivoli ad ala fissa e rotante e missili balistici e da crociera su distanze maggiori rispetto ai predecessori, ne sono stati sviluppati due aggiornamenti denominati PM1 e PM2 per il mercato domestico. Del sistema ne è stata prodotta nel 1992 anche una versione da esportazione, denominata S-300PMU, della quale sono conseguenti aggiornamenti i sistemi PMU-1 e PMU-2 (n cirillico: С-300ПMУ, nome in codice NATO: SA-20 Gargoyle).
Relativamente alla versione S-300PMU-2, anche nota con il nome di Favorit (in cirillico: Фаворит), ne ha suscitato scalpore la consegna, da parte russa, alle forze armate iraniane nel 2016. La denominazione S-300PMU-3 è stata poi abbandonata per motivi commerciali in favore della designazione S-400.
A partire dal S-300PM è stata sviluppata anche una versione imbarcata, la S-300FM Rif-M, upgrade del precedente S-300F Rif basato a sua volta sull'S-300P.

## Storia

### Sviluppo
Lo sviluppo di una nuova versione dell'S-300PMU venne richiesto congiuntamente dalla PVO e dalla marina russa nei primi anni novanta. Il risultato fu un sistema missilistico che utilizzava i nuovi missili 48N6, che furono gli ultimi realizzati da Grushin (morto il 29 novembre 1993).
Pochi anni dopo, la Fakel avviò lo sviluppo di una versione ulteriormente perfezionata, chiamata S-300PMU-2 Favorit. Questo utilizzava il missile 48N6E2, che incorporava alcune delle “lezioni” della prima guerra del Golfo. Il missile volò per la prima volta il 10 agosto 1995 presso il poligono di Kapustin Yar, e fu testato contro alcuni missili SS-1 Scud ottenendo una percentuale di successi elevatissima. Fu mostrato in pubblico per la prima volta a Mosca, durante il MAKS del 1997.
Occorre precisare che inizialmente i missili S-300PMU-1 ed S-300PMU-2 avevano ricevuto la codifica NATO, rispettivamente, di SA-10D Grumble D ed SA-10E Grumble E. Solo successivamente sono stati indicati come SA-20.

### Impiego operativo terrestre
Questo missile è entrato in servizio con le forze armate della Federazione Russa a partire dalla seconda metà degli anni novanta. Risultano in servizio circa 220 esemplari, inquadrati in una trentina di reggimenti della Difesa Aerea. È stato anche esportato in diversi Paesi.

### Impiego operativo imbarcato
La variante imbarcata S-300FM Rif-M, nota in Occidente come SA-N-20 Gargoyle, è stata resa disponibile nel 1990. Missili di questo tipo risultano imbarcati sull'incrociatore lanciamissili a propulsione nucleare Pëtr Velikij, appartenente alla classe Kirov.